# 托尼·海沃德
安东尼·布莱恩·海沃德（英語：Anthony Bryan Hayward，1957年5月21日—），或托尼·海沃德，英国商人，石油和能源公司BP的前任首席执行官，于2007年5月1日接替了约翰·布朗。由于深水地平线漏油事件，他的任期于2010年10月1日结束，后被鲍勃·达德利接替。 2014年至2021年担任嘉能可斯特拉塔的董事长。 